# Acide mélissique
L'acide mélissique ou acide triacontanoïque (nom systématique) est un acide gras saturé à très longue chaîne (C30:0) de formule chimique CH3–(CH2)28–COOH. Il représente, avec l'acide cérotique, 14 à 15 % des acides gras de la cire d'abeille, d'où son nom.